# Palaeocopida
Ordre
Synonymes
- Beyrichiomorpha Henningsmoen, 1953
- Palaeocopa Henningsmoen, 1953
- Palaeocopina Henningsmoen, 1953

Les Palaeocopida forment un ordre fossile de crustacés de la classe des ostracodes et de la sous-classe des Podocopa. Le site Paleobiology Database range le taxon en tant qu'ordre éteint des Paleocopa Henningsmoen, 1953. Le taxon comprend essentiellement des taxons fossiles mais les genres Manawa et Puncia comportent également des espèces actuelles.

## Classification
L'ordre des Palaeocopida est décrit par Gunnar Henningsmoen en 1953,.

## Liste des sous-taxons
- super-famille †Beyrichiacea Matthew, 1886
- super-famille †Eurychilinacea Ulrich & Bassler, 1923
- super-famille †Hollinacea Swartz, 1936
- super-famille †Primitiopsacea Swartz, 1936
- super-famille †Tetradelloidea Swartz, 1936

Palaeocopa incertae sedis
- famille †Nezamysliidae Zbikowska, 1983
- famille †Nodellidae Zaspelova, 1952
- famille †Polenovulidae Martinsson, 1960
- famille †Pseudoparaparchitidae Sohn, 1983
- famille †Rozhdestvenskayitidae Mc Gill, 1966
- famille †Tricorninidae Blumenstengel, 1965
- famille †Youngiellidae Kellett, 1933
- famille †Zygobolbidae Ulrich & Bassler, 1923
- genre †Bucerella Neckaja, 1966
- genre †Eurocyamus Schallreuter, 1967
- genre †Oejlemyra Schallreuter, 1968
- genre †Paraschmidtella Swartz, 1936
- genre †Severella